# Коста-Вольпіно
Коста-Вольпіно (італ. Costa Volpino) — муніципалітет в Італії, у регіоні Ломбардія,  провінція Бергамо.
Коста-Вольпіно розташована на відстані близько 480 км на північний захід від Рима, 85 км на північний схід від Мілана, 37 км на північний схід від Бергамо.

Населення — 9266 осіб (2014).
Щорічний фестиваль відбувається 17 січня. Покровителі — святий Антоній Великий.

## Демографія
Населення за роками:

Станом на 1 січня 2023 року в муніципалітеті офіційно проживало 1120 іноземців з 52 країн, серед них 311 громадян країн Євросоюзу та 36 громадян України.

## Сусідні муніципалітети
- Боссіко
- Ловере
- П'ян-Камуно
- Пізонье
- Роньо
- Сонгаваццо